# Antônio Jorge Corrêa
Antônio Jorge Corrêa GCA (Rio de Janeiro, 20 de julho de 1912 — Rio de Janeiro, 2007) foi um general-de-exército do Exército Brasileiro.

## Biografia
Foi ministro-chefe do Estado-Maior das Forças Armadas, de 30 de setembro de 1974 a 2 de agosto de 1976.
A 10 de dezembro de 1954 foi agraciado com a Grã-Cruz da Ordem Militar de Avis de Portugal.